# SV Bonlanden
Der SV Bonlanden ist ein Sportverein aus dem Filderstadter Teilort Bonlanden.

## Geschichte
Der SV Bonlanden (damals Turnverein Bonlanden) wurde am 4. August 1895 gegründet. Herausragende Erfolge waren lange Zeit den Sportlern der Leichtathletik- und Turnabteilung vorbehalten. 1921 wurde der FC Pfeil gegründet, der – wie die etwas später gegründete Kampfgemeinschaft für Rote Sporteinheit („Rot-Sport“) – hauptsächlich dem Fußballsport verbunden war. 1933 wurden alle drei Vereine „vereint“ zum TV Bonlanden. Am 7. September 1945 wurde der Verein unter dem Namen Sportverein Bonlanden wieder gegründet. 1977 wurde Kurt Adam (junior) Abteilungsleiter der Fußballabteilung und die Vereinspolitik in signifikanten Punkten neu ausgerichtet, der Fußball bekam einen höheren Stellenwert und wurde erstmals mit Sponsoring-Aktivitäten unterstützt die bis heute Früchte tragen. Bis Ende der 1980er Jahre spielte der Verein in unteren Amateurligen. 1988 konnte der SV Bonlanden erstmals in die Verbandsliga Württemberg aufsteigen, aus welcher man jedoch bereits 1990 wieder absteigen musste. Der Wiederaufstieg in die Verbandsliga Württemberg gelang im Jahr 1994.
1995 stieg der SV Bonlanden pünktlich zum 100-jährigen Bestehen erstmals in die Oberliga auf – Trainer Peter Starzmann und Spieler Ralf Vollmer hatten daran maßgeblichen Anteil. 1996 war das bisher erfolgreichste Jahr der Vereinsgeschichte. Neben dem erfolgreichen Klassenerhalt in der Oberliga Baden-Württemberg gewann die Mannschaft in dieser Saison (Endspiel gegen SpVgg Au 1:0 – Torschütze Alexander Blessin) den WFV-Pokal und war somit für die erste Hauptrunde des DFB-Pokals qualifiziert. Dort unterlag man dem VfL Bochum unglücklich mit 2:4 n. V. in dieser Partie schoss Patrick „Emil“ Schweizer das „Zosch“-Tor des Monats (Wahl des Tor des Monats des damaligen SDR – heute SWR).
Der SV Bonlanden konnte sich mit Plätzen im vorderen Drittel der Tabelle sechs Jahre in der Oberliga Baden-Württemberg etablieren. 2001 stieg der Verein ab und im Folgejahr direkt wieder auf. Nun wurde der SVB zur Fahrstuhlmannschaft und konnte zuletzt durch den erneuten Gewinn der Meisterschaft in der Verbandsliga Württemberg im Jahr 2006 wieder in die Oberliga aufsteigen.
2007 erfolgte jedoch wieder der Abstieg in die Verbandsliga Württemberg.
Am letzten Spieltag der Verbandsligasaison 2008/09 sicherte sich der SV Bonlanden die Meisterschaft und konnte somit erneut in die Oberliga Baden-Württemberg aufsteigen. Maßgeblich daran beteiligt war der Torschützenkönig der Liga: Bernd Eckhardt sicherte mit über 30 Toren den Aufstieg. In der Oberligasaison 2009/10 erwies sich jedoch die Konkurrenz als zu stark, so dass der SVB als Tabellenletzter auf Anhieb wieder absteigen musste. 2010/11 setzte sich das Wechselspiel zwischen Verbandsliga und Oberliga fort, in dem der SV als Verbandsligameister erneut in die Fünftklassigkeit aufstieg und 2011/12 sofort wieder in die Verbandsliga abstieg. 2014 erfolgte der Abstieg in die Landesliga, 2016 jener in die Bezirksliga. 2018 bis 2023 spielte man erneut in der Landesliga, bevor man wieder in die Bezirksliga Stuttgart abstieg.

## Erfolge
- Meister der Verbandsliga Württemberg: 1995, 2002, 2006, 2009, 2011
- WFV-Pokalsieger 1996

## Bekannte Sportler
- Der Leichtathlet Kim Bauermeister wurde 1994 Halleneuropameister im 3000-Meter-Lauf und qualifizierte sich für die Europameisterschaften in Helsinki. Zudem wurde er 1994 Deutscher Vizemeister über 3000 Meter Hindernis.
- Der Fußballprofi Alexander Blessin, der sieben Bundesliga-Spiele für den VfB Stuttgart bestritt und 2024 als Trainer belgischer Pokalsieger wurde, spielte 1995/96 sowie von 2010 bis 2012 beim SV Bonlanden.
- Herbert Briem, Vertragsamateur beim VfB Stuttgart, Olympia-Auswahlspieler und späterer Sportmanager des VfB Stuttgart, war in der Jugend beim SV Bonlanden.
- Der Leichtathlet Stéphane Franke war in der Jugend beim SV Bonlanden.
- Der Fußballspieler Nico Kemmler, der ein Spiel in der 2. Fußball-Bundesliga für die Stuttgarter Kickers bestritt, spielt seit 2002 beim SV Bonlanden.
- Der Fußballspieler Frank Posch, der fünf Bundesliga-Spiele für den VfB Stuttgart bestritt, spielte von 2003 bis 2005 beim SV Bonlanden.
- Der Fußballprofi Alexander Strehmel war in der Jugend beim SV Bonlanden.
- Der Fußballprofi Ralf Vollmer kam nach seiner Profi-Karriere bei den Stuttgarter Kickers zum SV Bonlanden.

## Stadion
Der SV Bonlanden trägt seine Heimspiele im 2000 Zuschauer fassenden Stadion an der Humboldtstraße aus.